# Saint-Crespin (Seine-Maritime)
Pour les articles homonymes, voir Saint-Crespin.
Ne doit pas être confondu avec Saint-Crépin.
Saint-Crespin est une commune française située dans le département de la Seine-Maritime en région Normandie.

## Géographie

### Localisation
Saint-Crespin est un village agricole situé sur les rives de la Scie dans le pays de Caux, à la jonction des routes D 3, D 203 et D 149, à environ 19 km au sud de Dieppe.
|                           | Longueville-sur-Scie | Sainte-Foy         |
| Criquetot-sur-Longueville | Saint-Crespin        | Les Cent-Acres     |
| Gonneville-sur-Scie       |                      | Notre-Dame-du-Parc |

### Hydrographie
La commune est située dans le bassin Seine-Normandie. Elle est drainée par la Scie, deux bras de la Scie et divers autres petits cours d'eau,.
La Scie s'écoule du sud vers le nord, sur le flanc est du territoire communal, dont elle constitue une limite. D'une longueur de 38 km, elle prend sa source dans la commune d'Étaimpuis et se jette  dans la Manche à Hautot-sur-Mer, après avoir traversé 20 communes. Le débit moyen mensuel est de 1,09 m3/s. Le débit moyen journalier maximum est de 5,33 m3/s, atteint lors de la crue du 22 janvier 2018. Le débit instantané maximal est quant à lui de 11,9 m3/s, atteint le même jour.

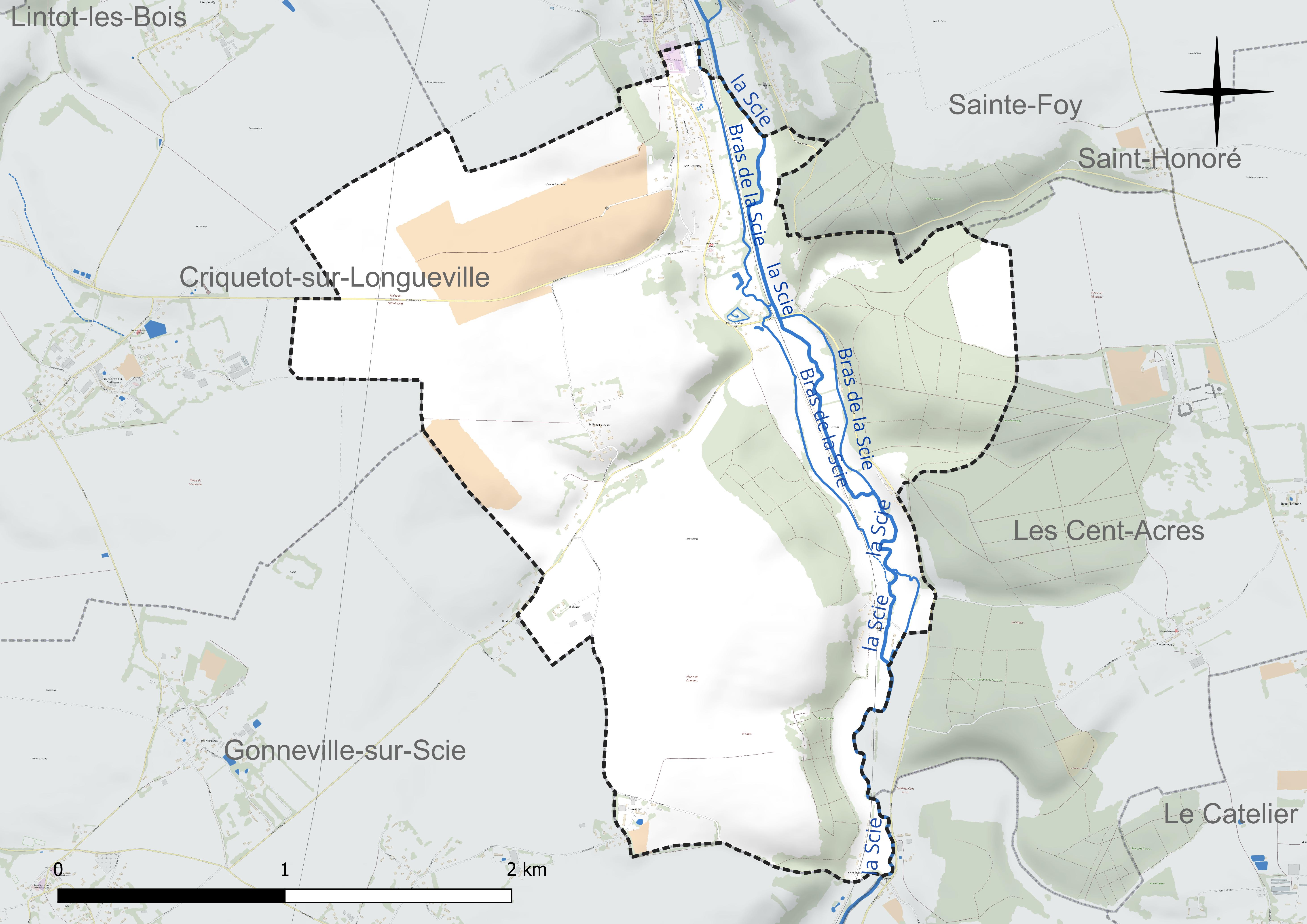
Réseau hydrographique de Saint-Crespin.

### Climat
Pour des articles plus généraux, voir Climat de la Normandie et Climat de la Seine-Maritime.
En 2010, le climat de la commune est de type climat océanique altéré, selon une étude du CNRS s'appuyant sur une série de données couvrant la période 1971-2000. En 2020, Météo-France publie une typologie des climats de la France métropolitaine dans laquelle la commune est exposée à un climat océanique et est dans la région climatique Côtes de la Manche orientale, caractérisée par un faible ensoleillement (1 550 h/an) ; forte humidité de l’air (plus de 20 h/jour avec humidité relative > 80 % en hiver), vents forts fréquents. Parallèlement le GIEC normand, un groupe régional d’experts sur le climat, différencie quant à lui, dans une étude de 2020, trois grands types de climats pour la région Normandie, nuancés à une échelle plus fine par les facteurs géographiques locaux. La commune est, selon ce zonage, exposée à un « climat maritime », correspondant au Pays de Caux, frais, humide et pluvieux, légèrement plus frais que dans le Cotentin.
Pour la période 1971-2000, la température annuelle moyenne est de 10,6 °C, avec une amplitude thermique annuelle de 13,6 °C. Le cumul annuel moyen de précipitations est de 923 mm, avec 13,5 jours de précipitations en janvier et 8,6 jours en juillet. Pour la période 1991-2020, la température moyenne annuelle observée sur la station météorologique la plus proche, située sur la commune de Dieppe à 16 km à vol d'oiseau, est de 11,3 °C et le cumul annuel moyen de précipitations est de 805,2 mm,. Pour l'avenir, les paramètres climatiques de la commune estimés pour 2050 selon différents scénarios d’émission de gaz à effet de serre sont consultables sur un site dédié publié par Météo-France en novembre 2022.

## Urbanisme

### Typologie
Au 1er janvier 2024, Saint-Crespin est catégorisée commune rurale à habitat dispersé, selon la nouvelle grille communale de densité à sept niveaux définie par l'Insee en 2022.
Elle appartient à l'unité urbaine de Longueville-sur-Scie, une agglomération intra-départementale regroupant sept  communes, dont elle est une commune de la banlieue,,. Par ailleurs la commune fait partie de l'aire d'attraction de Rouen, dont elle est une commune de la couronne,. Cette aire, qui regroupe 317 communes, est catégorisée dans les aires de 200 000 à moins de 700 000 habitants,.

### Occupation des sols
L'occupation des sols de la commune, telle qu'elle ressort de la base de données européenne d’occupation biophysique des sols Corine Land Cover (CLC), est marquée par l'importance des territoires agricoles (77,6 % en 2018), une proportion identique à celle de 1990 (77,6 %). La répartition détaillée en 2018 est la suivante : 
terres arables (45,9 %), prairies (24,3 %), forêts (19,8 %), cultures permanentes (7,3 %), zones urbanisées (2,6 %). L'évolution de l’occupation des sols de la commune et de ses infrastructures peut être observée sur les différentes représentations cartographiques du territoire : la carte de Cassini (XVIIIe siècle), la carte d'état-major (1820-1866) et les cartes ou photos aériennes de l'IGN pour la période actuelle (1950 à aujourd'hui).

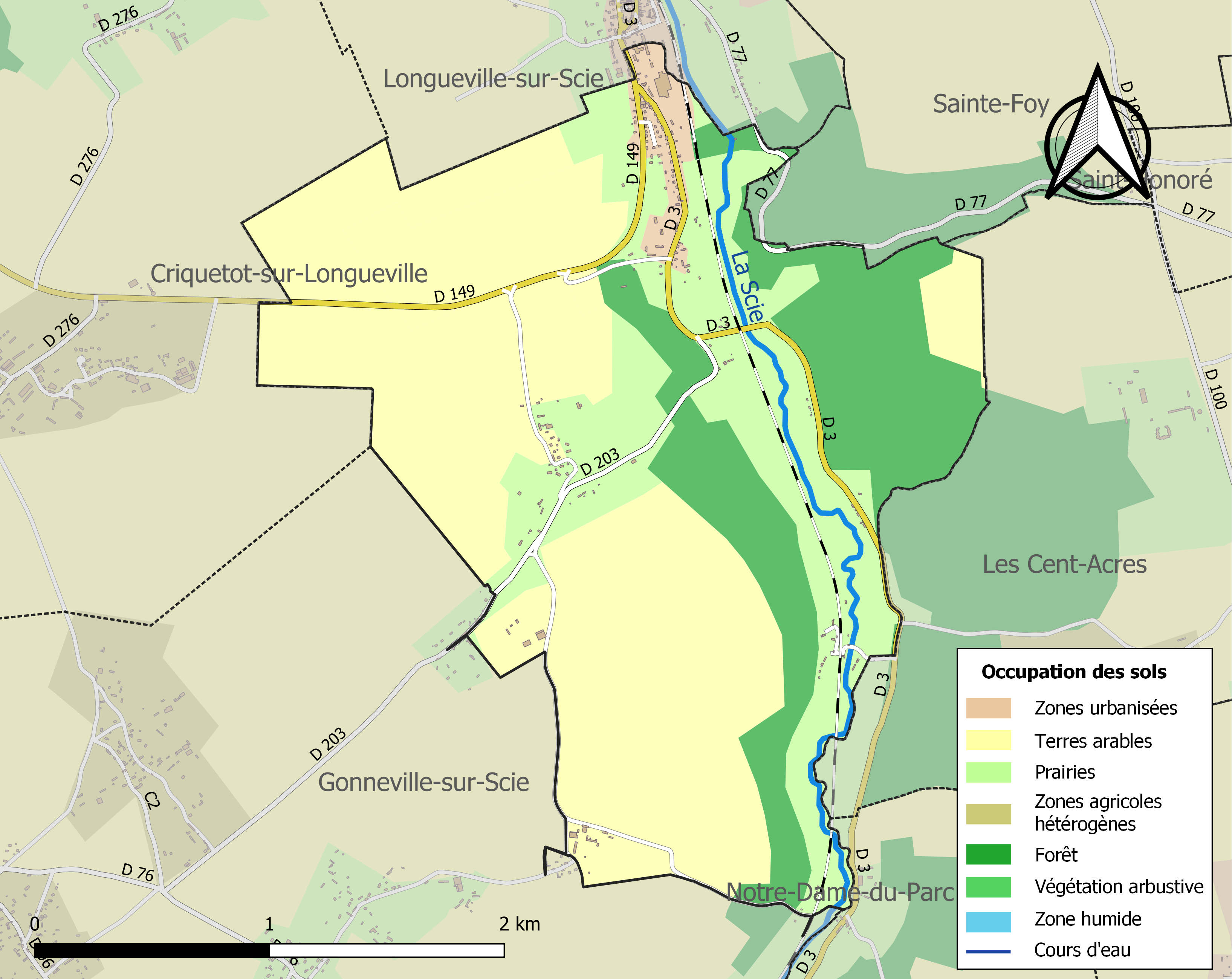
Carte des infrastructures et de l'occupation des sols de la commune en 2018 (CLC).

### Habitat et logement
En 2018, le nombre total de logements dans la commune était de 99, alors qu'il était de 99 en 2013 et de 88 en 2008.
Parmi ces logements, 90,5 % étaient des résidences principales, 5,3 % des résidences secondaires et 4,2 % des logements vacants. Ces logements étaient pour 100 % d'entre eux des maisons individuelles et pour 0 % des appartements.
Le tableau ci-dessous présente la typologie des logements à Saint-Crespin en 2018 en comparaison avec celle de la Seine-Maritime et de la France entière. Une caractéristique marquante du parc de logements est ainsi une proportion de résidences secondaires et logements occasionnels (5,3 %) supérieure à celle du département (3,9 %) et à celle de la France entière (9,7 %). Concernant le statut d'occupation de ces logements, 93,5 % des habitants de la commune sont propriétaires de leur logement (87,6 % en 2013), contre 53 % pour la Seine-Maritime et 57,5 pour la France entière.
| Typologie                                               | Saint-Crespin | Seine-Maritime | France entière |
| ------------------------------------------------------- | ------------- | -------------- | -------------- |
| Résidences principales (en %)                           | 90,5          | 88             | 82,1           |
| Résidences secondaires et logements occasionnels (en %) | 5,3           | 3,9            | 9,7            |
| Logements vacants (en %)                                | 4,2           | 8,1            | 8,2            |

## Toponymie
Le nom de la localité est attesté sous les formes Apud Sanctum Crispinum entre 1155 et 1189, sanctum Crespinum en 1233, Ecclesia Sancti Crispini au XIIIe siècle, Sanctus Crispinus en 1337, Saint Crespin en 1431, Saint Crépin en 1757, Saint-Crespin en 1953.
L'hagiotoponyme du village est issu des noms de deux cordonniers romains, Crépin et Crépinien martyrs du IIIe siècle. La paroisse est dédiée à Saint-Crespin martyr à Soissons.

## Politique et administration

### Rattachements administratifs et électoraux

#### Rattachements administratifs
La commune se trouve depuis 1926 dans l'arrondissement de Dieppe du département de la Seine-Maritime.
Elle faisait partie depuis 1793 du canton de Longueville-sur-Scie. Dans le cadre du redécoupage cantonal de 2014 en France, cette circonscription administrative territoriale a disparu, et le canton n'est plus qu'une circonscription électorale.

#### Rattachements électoraux
Pour les élections départementales, la commune fait partie depuis 2014 du canton de Luneray
Pour l'élection des députés, elle fait partie de la dixième circonscription de la Seine-Maritime.

### Intercommunalité
Saint-Crespin était membre de la communauté de communes de Varenne et Scie, un établissement public de coopération intercommunale (EPCI) à fiscalité propre créé en 2002 et auquel la commune avait transféré un certain nombre de ses compétences, dans les conditions déterminées par le code général des collectivités territoriales.
Dans le cadre des dispositions de la loi portant nouvelle organisation territoriale de la République du 7 août 2015, qui prévoit que les établissements publics de coopération intercommunale (EPCI) à fiscalité propre doivent avoir un minimum de 15 000 habitants, cette intercommunalité a fusionné avec ses voisines pour former, le 1er janvier 2017, la communauté de communes Terroir de Caux dont est désormais membre la commune.

### Liste des maires
| Période                                  | Période                    | Identité             | Étiquette | Qualité                    |
| ---------------------------------------- | -------------------------- | -------------------- | --------- | -------------------------- |
| Les données manquantes sont à compléter. |                            |                      |           |                            |
| 1835                                     |                            | Louis Cauchois       |           |                            |
| 1900                                     |                            | M. Cauchois          |           |                            |
| Les données manquantes sont à compléter. |                            |                      |           |                            |
| 1977                                     | 1983                       | René Clapisson       |           | Agriculteur                |
| mars 1983                                | janvier 2010               | Raynald Clapisson    |           | agriculteur Démissionnaire |
| 2010                                     | 2014                       | Michèle Guisolan     |           |                            |
| 2014                                     | mai 2020                   | Jean-Pierre Langlois |           |                            |
| mai 2020                                 | En cours (au 10 août 2020) | Sophie Doré          |           |                            |

## Démographie
L'évolution du nombre d'habitants est connue à travers les recensements de la population effectués dans la commune depuis 1793. Pour les communes de moins de 10 000 habitants, une enquête de recensement portant sur toute la population est réalisée tous les cinq ans, les populations de référence des années intermédiaires étant quant à elles estimées par interpolation ou extrapolation. Pour la commune, le premier recensement exhaustif entrant dans le cadre du nouveau dispositif a été réalisé en 2004.

En 2022, la commune comptait 316 habitants, en évolution de +9,34 % par rapport à 2016 (Seine-Maritime : +0,35 %, France hors Mayotte : +2,11 %).
| 1793 | 1800 | 1806 | 1821 | 1831 | 1836 | 1841 | 1846 | 1851 |
| ---- | ---- | ---- | ---- | ---- | ---- | ---- | ---- | ---- |
| 218  | 235  | 239  | 216  | 215  | 229  | 221  | 214  | 216  |

| 1856 | 1861 | 1866 | 1872 | 1876 | 1881 | 1886 | 1891 | 1896 |
| ---- | ---- | ---- | ---- | ---- | ---- | ---- | ---- | ---- |
| 207  | 194  | 173  | 190  | 206  | 193  | 189  | 185  | 179  |

| 1901 | 1906 | 1911 | 1921 | 1926 | 1931 | 1936 | 1946 | 1954 |
| ---- | ---- | ---- | ---- | ---- | ---- | ---- | ---- | ---- |
| 180  | 158  | 179  | 177  | 180  | 173  | 152  | 157  | 155  |

| 1962 | 1968 | 1975 | 1982 | 1990 | 1999 | 2004 | 2006 | 2009 |
| ---- | ---- | ---- | ---- | ---- | ---- | ---- | ---- | ---- |
| 151  | 174  | 177  | 263  | 283  | 284  | 285  | 282  | 281  |

| 2014 | 2019 | 2022 | - | - | - | - | - | - |
| ---- | ---- | ---- | - | - | - | - | - | - |
| 290  | 308  | 316  | - | - | - | - | - | - |

### Pyramide des âges
La population de la commune est relativement âgée.
En 2018, le taux de personnes d'un âge inférieur à 30 ans s'élève à 25,8 %, soit en dessous de la moyenne départementale (36,5 %). À l'inverse, le taux de personnes d'âge supérieur à 60 ans est de 45,2 % la même année, alors qu'il est de 26,0 % au niveau départemental.
En 2018, la commune comptait 117 hommes pour 185 femmes, soit un taux de 61,26 % de femmes, largement supérieur au taux départemental (51,9 %).
Les pyramides des âges de la commune et du département s'établissent comme suit.
| Hommes | Classe d’âge | Femmes |
| ------ | ------------ | ------ |
| 2,5    | 90 ou +      | 15,7   |
| 10,1   | 75-89 ans    | 23,1   |
| 20,0   | 60-74 ans    | 14,3   |
| 19,1   | 45-59 ans    | 11,6   |
| 17,5   | 30-44 ans    | 12,6   |
| 15,8   | 15-29 ans    | 6,8    |
| 15,0   | 0-14 ans     | 15,8   |

| Hommes | Classe d’âge | Femmes |
| ------ | ------------ | ------ |
| 0,7    | 90 ou +      | 1,8    |
| 6,7    | 75-89 ans    | 9,6    |
| 16,7   | 60-74 ans    | 18     |
| 19,4   | 45-59 ans    | 19     |
| 18,5   | 30-44 ans    | 17,5   |
| 19,2   | 15-29 ans    | 17,4   |
| 18,9   | 0-14 ans     | 16,7   |

## Culture locale et patrimoine

### Lieux et monuments
Église Saint-Crépin.

### Personnalités liées à la commune
- Léon Thomas Duval de Lescaude, seigneur de Saint-Crespin, fut maire de Rouen de 1761 à 1764